# Muzio Colonna
Muzio Colonna (... – Fermo, ottobre 1516) è stato un nobile e condottiero italiano, membro della famiglia Colonna.

## Biografia

Stemma della famiglia Colonna

Era figlio di Lorenzo Oddone, di Odoardo Colonna, duca dei Marsi.
Iniziò la sua carriera militare nel 1496 al servizio della Chiesa combattendo contro gli Orsini e nel 1497 risultò sconfitto e ferito nella battaglia di Soriano. Nel 1501 andò in soccorso degli Aragonesi a Capua, difesa da cugino Fabrizio Colonna e ricevette una scomunica da parte di papa Alessandro VI, col quale in precedenza era stato alleato nella lotta contro gli Orsini. Nel 1504 fu al servizio del Regno di Napoli contro i francesi. Nel 1509, nella guerra della Lega di Cambrai, combatté contro i veneziani. Nel 1513 venne inviato in Lombardia dalla lega militare contro i francesi e i veneziani e nel 151 partecipò alla battaglia di Marignano dalla parte del ducato di Milano contro i francesi, che avevano preso in ostaggio Prospero Colonna. Quando nel 1516 tornò libero, Muzio Colonna lo seguì per combattere i francesi nel modenese e nel bolognese nel marzo dello stesso anno. 
Accorso a Fermo in soccorso dei ghibellini locali cacciati dagli Orsini nell'ottobre 1516, rimase gravemente ferito nei combattimenti e morì pochi giorni dopo. 

## Celebrazioni
Il poeta Matteo Bandello ha dedicato a Muzio Colonna la Novella XXIV della Prima parte (1554).

## Discendenza
Muzio sposò in prime nozze Laura Frangipani, dalla quale ebbe due figli:
- Camillo
- Alfonso

Sposò in seconde nozze Ginevra da Varano, figlia di Giulio Cesare da Varano.